# Ali France
Pour les articles homonymes, voir France (homonymie).
Allison Anne France (née Lawlor), née le 13 mai 1973 à Durban, en Afrique du Sud, est une femme politique australienne.
Membre du Parti travailliste, elle siège depuis le 3 mai 2025 à la Chambre des représentants pour la circonscription de Dickson dans le Queensland, ayant battu le chef de l’opposition officielle Peter Dutton, après deux tentatives ratées en 2019 et en 2022.

## Biographie

### Naissance et ascension politique
Ali France voit le jour le 3 mai 1973 dans la ville de Durban, en Afrique du Sud. Son père, Peter Lawlor, est un ancien représentant pour le district de Southport à l’Assemblée législative du Queensland. Elle passe son enfance sur la Gold Coast, Toowoomba à Canberra .
Avant de se lancer en politique, France est journaliste pour le Courrier Mail et comme responsable de communication pour la société de production Carbon Media à Brisbane. Défenseure de la cause du handicap, elle rapporte deux médailles d'or par équipe et une médaille d'argent aux championnats du monde de sprint de canoë-kayak en 2016.